# Station polaire polonaise d'Hornsund
La Station polaire polonaise d'Hornsund (en polonais : Polska Stacja Polarna, Hornsund) est située dans le Hornsund, un fjord norvégien au sud-ouest de l'île du Spitzberg dans l'archipel de Svalbard.

## Station
La station a été installée en juillet 1957 par l'expédition de l'Académie polonaise des sciences dans le cadre de l'Année géophysique internationale. L'expédition a été menée par Stanislaw Siedlecki, géologue, explorateur et grimpeur, un vétéran des expéditions polonaises de l'Arctique dans les années 1930 (y compris la première traversée ouest de l'île de Spitzberg). Un groupe de reconnaissance qui recherchait la zone pour le futur site de la station avait déjà travaillé à Hornsund l'été précédent et a sélectionné la terrasse marine plate dans la baie d'Isbjørnhamna (en) à 10 m d'altitude, près de l'entrée du fjord sur sa rive gauche. La station de recherche a été construite pendant les trois mois d'été en 1957.
La station a été modernisée en 1978, afin de reprendre une activité toute l'année. Depuis lors, l'Institut de géophysique de l'Académie polonaise des sciences a été chargé d'organiser des expéditions de recherche saisonnières tout au long de l'année.
|                               |
| La station polonaise Hornsund |

|                      |
| Le phare de Hornsund |

## Recherche
Recherche en cours d'année complète :
- Météorologie - collecte de données à des fins synoptiques et détection de changements climatiques
- Sismologie - surveillance des séismes mondiaux, mesure de la sismicité de la région de l'archipel de Spitzberg et enregistrement des tremblements liés à la dynamique du glacier Hans
- Géomagnétisme - enregistrement des modifications dans les composants XYZ du champ magnétique terrestre
- Sondage ionosphérique pour déterminer la structure de l'ionosphère; en utilisant des mesures de riomètre pour déterminer la structure et le coefficient d'absorption de l'ionosphère
- Glaciologie - mesures de la dynamique des glaciers (Hansbreen, Werenskioldbreen), documentation de la récession des glaciers
- Électricité atmosphérique - déterminant l'ampleur du champ électrique terrestre et enregistrant son composant vertical
- Surveillance de l'environnement - enregistrement de certaines caractéristiques climatiques et réalisation d'analyses de l'accumulation chimique de la pollution de l'air et de l'eau et du contenu isotopique de la couverture neigeuse.

Durant les étés et les hivers, la station fonctionne comme base de recherche sur la géologie, la géodésie, la géomorphologie, la glaciologie, l'océanologie et la biologie.

## Capsule temporelle
Le 17 septembre 2017, près de la gare, des chercheurs scientifiques ont enterré un tube en acier inoxydable de 60 cm contenant des échantillons destinés à informer les chercheurs, jusqu'à un demi-million d'années plus tard, de l'état actuel des connaissances dans des domaines tels que la géologie, la biologie et la technologie.